# 韓國駐成都總領事館
韩国驻成都总领事馆（韓語：주청두 대한민국 총영사관）是大韩民国政府在中国四川省成都市设立的总领事馆。现任总领事是2024年就任的严元载。

## 历史
- 2005年2月26日：大韩民国驻成都总领事馆开馆。
- 2022年2月10日：领事馆召开了多元化文化家庭会议。[1]

## 交通
- 成都地铁1号线、成都地铁2号线：天府广场站D、E出口步行约5分钟，附近有43、47、104、334路公交车运行。

## 管辖区域
- 四川省
- 云南省
- 贵州省

## 营业时间
- 每周一至周五：上午9:00至下午5:30
- 午餐时间：中午12:00至下午1:30

## 假期
- 每周六和星期日
- 韩国4个国定假日
- 中华人民共和国公众假期（东道国节假日）